# Santa Lucia – En klassisk jul
I decembertid är ett julalbum av Malena Ernman, utgivet den 17 november 2010.

## Låtlista
1. Jul, jul, strålande jul
2. När det lider mot jul
3. Halleluja
4. Pie Jesu (Fauré)
5. Santa Lucia (med Charles Castronovo)
6. Laudamus Te
7. Stilla natt (Stille Nacht, heilige Nacht)
8. Laudate Dominum
9. Koppången
10. Eternal Source of Light Divine
11. Bred dina vida vingar
12. Pie Jesu (Webber)
13. Betlehems stjärna
14. Ave Maria (med Martin Fröst)
15. Marias vaggsång (Mariae Wiegenlied)
16. Den signade dag

## Listplaceringar
| Lista (2010-2011) | Topplacering |
| ----------------- | ------------ |
| Sverige           | 2            |

### Fotnoter
1. ↑  ”Santa Lucia – En klassisk jul”. Svensk mediedatabas. 11 mars 2010. http://smdb.kb.se/catalog/id/002978297. Läst 19 november 2014.
2. ↑  ”Malena Ernman åker på julturné” (på svenska). Svenska Dagbladet. 23 september 2010. https://www.svd.se/a/cf176e1d-7e91-3da4-ad6f-45c4c05a5dba/malena-ernman-aker-pa-julturne. Läst 23 januari 2023.
3. ↑  ”Santa Lucia – En klassisk jul” (på engelska). Swedishcharts. 11 mars 2010. http://www.swedishcharts.com/showitem.asp?interpret=Malena+Ernman&titel=Santa+Lucia+-+En+klassisk+Jul&cat=a. Läst 1 januari 2014.